# Открытый павильон над источником минеральных вод (Марциальные Воды)
Открытый павильон над источником минеральных вод — небольшое сооружение (малая архитектурная форма), построенное над первым источником минеральной воды на первом российском курорте Марциальные Воды. Сохранившийся к началу XXI века павильон был построен в 1858 году в мавританском стиле по проекту заводского архитектора И. Чебаевского к посещению курорта Александром II. Является выявленным памятником архитектуры и входит в состав экспозиции исторического музея-заповедника «Марциальные воды».

## Описание
Павильон над первым источником минеральных вод, построенный в 1858 году, представляет собой практически квадратную (4,68 × 4,71 м) деревянную площадку, рубленую из брёвен, на каменном фундаменте. Три стороны павильона открытые, четвёртая — задняя стена — сплошная, филёнчатая. Двускатная крыша с металлическим покрытием поддерживается на резных столбах с решётчатым ограждением между ними. Высота павильона — 7,1 м. Выступающие части стропил фигурно порезаны. Фронтон украшен резным декором. Имеются причелины с многоярусной резьбой. В настоящее время отверстие в полу, ведущее к колодцу, закрыто. Пол павильона сплошной, покрыт досками. К павильону ведёт крыльцо в виде открытой площадки из нескольких ступеней.

## История

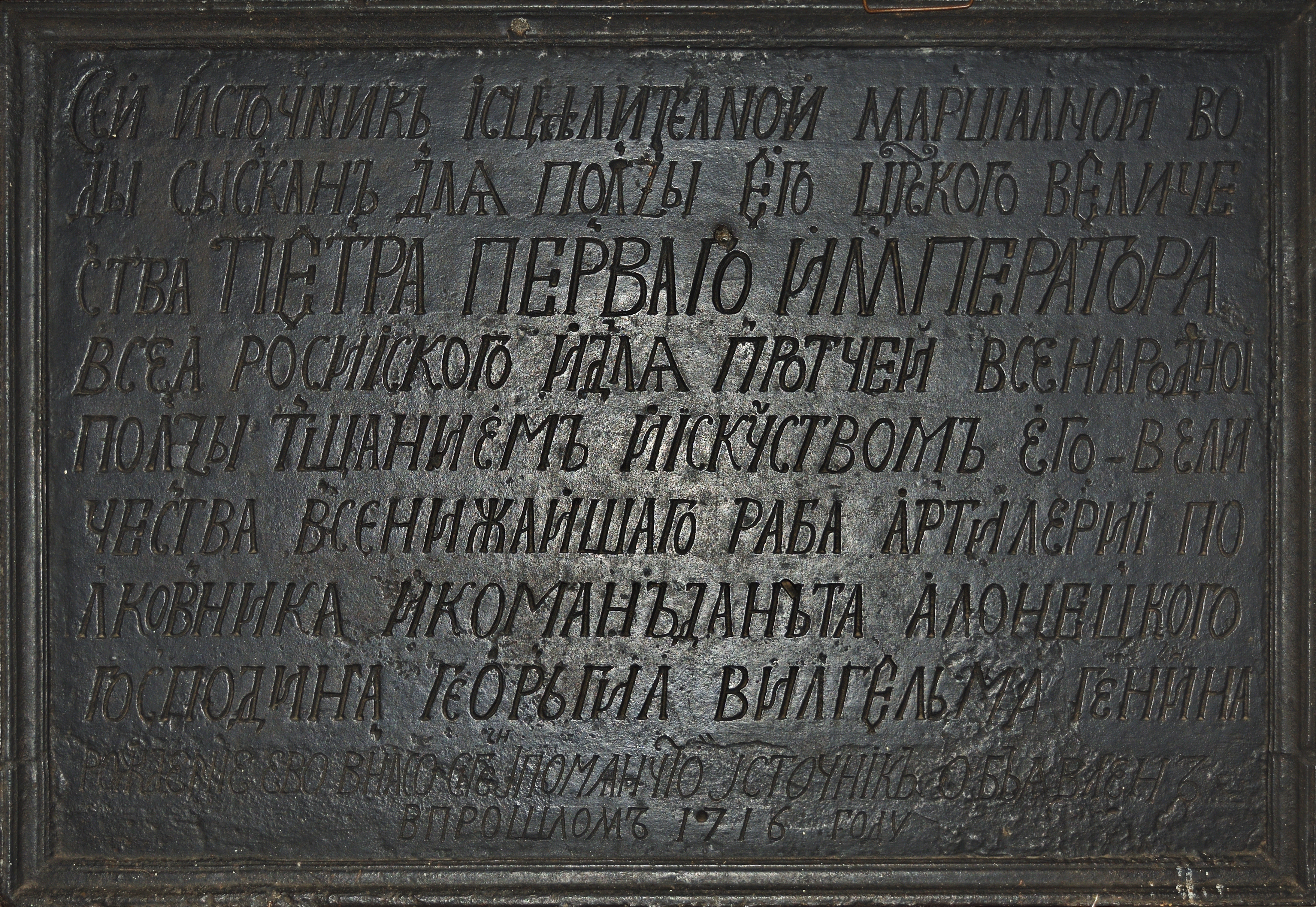
Мемориальная табличка Геннина в музее истории Первого российского курорта «Марциальные воды»

Первым сооружением над источником минеральной воды, лечебное действие которой испытал на себе крестьянин Иван Ребоев, был сооружённый в 1718 году восьмигранный шатёр. После смерти Петра I курорт приходит в запустение, его постройки ветшают, и к началу XIX века первоначальный шатёр не сохранился.
В 1833 году источник был расчищен, углублён и над ним была воздвигнута часовня в форме шатра. В часовне имелась икона святых апостолов Петра и Павла и была поставлена чугунная доска с текстом об открытии источника Г. В. Генниным 1716 году:

сей источникъ iсцѣлительной марцiальной воды сысканъ для пользы его царского величества петра перваго императора всеа россиiского и для протчей всенародноi пользы тщаниемъ иiскуствомъ его величества всенижайшаго раба артилериi полковника и команъданъта алонецкого господина георъгиа вилгельма генина рожденiе ево внасосiгенъ i помянутой iсточнiкъ объявленъ впрошломъ 1716 году

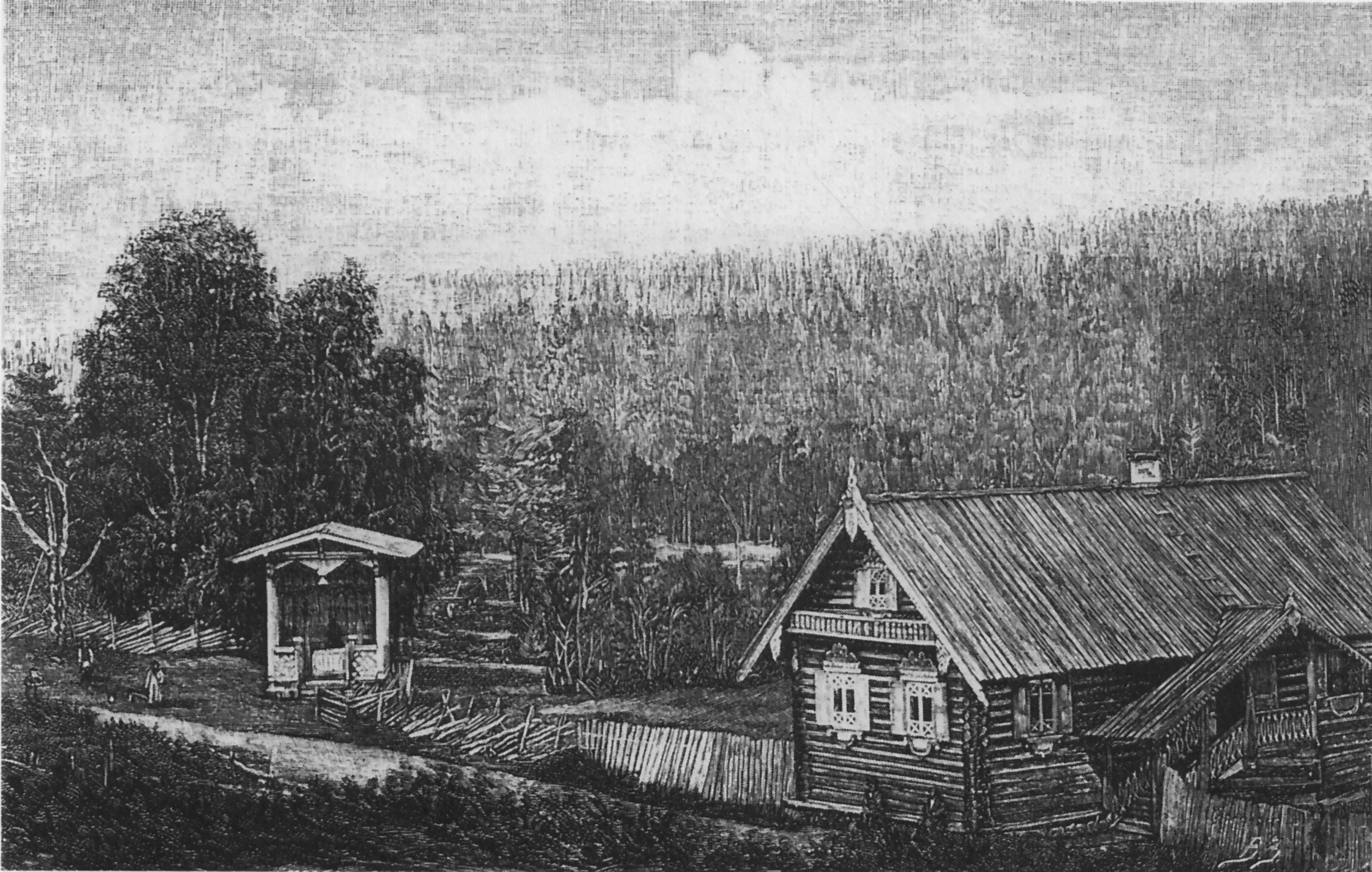
Деревня Дворцы в конце XIX века: павильон и дом смотрителя

К визиту императора Александра II в 1858 году шатёр был демонтирован, а на его месте была сооружена сохранившаяся до настоящего времени беседка. Беседка открыта с трёх сторон, но имеет заднюю сплошную стену. У задней стены был установлен чугунный бюст Петра I, отлитый в 1858 году на Александровском заводе. На левой боковой решётке была размещена чугунная табличка Геннина. В центре беседки в полу для доступа к колодцу было устроено прямоугольное отверстие, окружённое решёткой. К источнику вела узкая лестница с перилами из 11 ступеней. Стены колодца были выполнены из вбитых в землю вертикальных толстых кольев и обшиты досками.
В XIX веке проводились повторные исследования марциальных вод, но до восстановления курорта дело не дошло.
В советское время возобновился интерес к первому российскому курорту. В 1946 году был учреждён музей-заповедник «Марциальные воды», а в 1964 году был открыт санаторий «Марциальные воды». В санатории минеральные воды подаются через вновь выстроенную питьевую галерею, а колодец в старом павильоне не использовался и был закрыт полами. Открытый павильон над источником минеральных вод является объектом показа музея истории Первого российского курорта «Марциальные воды» и время от времени используется для организации тематических выставок.
Приказом Министерства культуры Республики Карелия № 291 от 3 декабря 1997 года открытый павильон над источником минеральных вод признан выявленным памятником архитектуры.
К началу XXI века постройка пришла в аварийное состояние, и в 2008 году павильон был разобран для проведения ремонтно-реставрационных работ. Был выполнен ремонт фундамента. Реставрация отдельных конструкций и элементов памятника выполнялась в Сортавале на производственной базе ООО «Реставрация». Из-за отсутствия финансирования в 2009 году работы были приостановлены. Работы были возобновлены в 2015 году и в 2016 году отреставрированный павильон был вновь собран на отремонтированном фундаменте на своём историческом месте.